# Recchia albicans
Recchia albicans là một loài bọ cánh cứng trong họ Cerambycidae.